# بازار سر پوش
بازار سر پوش مربوط به دوره معاصر است و در زاهدان، تقاطع خیابان امام خمینی (ره) وخ آیت‌الله طالقانی واقع شده و این اثر در تاریخ ۱۶ شهریور ۱۳۷۶ با شمارهٔ ثبت ۱۹۱۶ به‌عنوان یکی از آثار ملی ایران به ثبت رسیده است.